# Brevibucca saprophaga
Brevibucca saprophaga är en rundmaskart. Brevibucca saprophaga ingår i släktet Brevibucca och familjen Brevibuccidae. Inga underarter finns listade i Catalogue of Life.